# Michelangelo Cambiaso
Michelangelo Agostino Cambiaso (ur. 21 września 1738 w Genui, zm. 14 marca 1813 w Sant’Olcese) – doża Genui.
Jego rodzicami byli: Francesco Gaetano Cambiaso i Maria Caterina Tassorello. Michelangelo Cambiaso był dożą Republiki Genui w latach 1791–1793.
Po otrzymaniu niższych święceń, został zastępcą legata papieskiego w Bolonii, lecz nie postąpił dalej drogą kariery kościelnej. Zainteresował się polityką, co było dlań łatwe o tyle, że jego ród należał do najpotężniejszych w Genui. W roku 1791 został dożą Republiki.